# Porcușor carpatic
Porcușorul carpatic (Gobio carpathicus) este un pește dulcicol bentopelagic, cu o lungime de 6–12 cm, din familia ciprinidelor.

## Descrierea
Are corpul fusiform, acoperit cu solzi mijlocii. Gâtul și pieptul lipsite de solzi până la marginea posterioară a bazei înotătoarelor pectorale. Pedunculul caudal înalt. Capul masiv, botul obtuz și fruntea bombată. Gura inferioară, orizontală, în formă de potcoavă; buza inferioară este întreruptă la mijloc; la colțurile gurii, câte o mustață ce ajunge până sub marginea posterioară a ochiului sau trece puțin de acesta. Fruntea cu un scurt șanț longitudinal. Înotătoarea dorsală cu baza scurtă are 7 radii ramificate, iar marginea ei este ușor excavată. Înotătoarea ventrală ajunge, cu extremitatea ei, până la orificiul anal sau trece puțin de acesta și are marginea dreaptă. Înotătoarele pectorale nu ajung până la baza înotătoarelor ventrale. Înotătoarea caudală destul de mare, bifurcată, cu lobii subegali.

## Colorația
Spatele este cenușiu-verzui, laturile cenușii-argintate sau gălbui, abdomenul argintiu. Partea superioară a capului este mai închisă decât restul corpului. De-a lungul flancurilor sunt 6-12 pete întunecate negre-albăstrui, mari cât ochiul sau mai mari și, uneori, mai ales în regiunea caudalei, se contopesc mai multe la un loc. Înotătoarele dorsală și caudală sunt cenușii-gălbui, prevăzute cu mai multe rânduri transversale de pete întunecate, dispuse regulat. Celelalte înotătoare sunt gălbui sau gălbui-cenușii, lipsite de obicei de pete.

## Distribuția geografică
Este răspândit în bazinul Tisei, Someș, Tur, Mureș, Criș; Olt. Specia este întâlnită în următoarele țări: Ungaria, Polonia, România, Republica Moldova, Serbia, Slovacia, Ucraina.

## Habitatul și comportamentul
Trăiește în toate râurile și pâraiele, începând din zona păstrăvului și până jos la șes, fiind puțin pretențios asupra locului lui de ședere și adaptându-se ușor cu apele al căror fund este nisipos-pietros sau mocirlos. Se adună în grupe mici, pe fund, ascunzându-se sub rădăcinile arborilor din mal, în brațele deschise ale râului sau sub trunchiuri de arbori. Ziua se mișcă după hrană, însă încet și greoi.

## Hrana
Se hrănește cu nevertebrate bentonice: insecte și larvele lor, crustacee, moluște și anelide. Într-o măsură mai mică, se hrănește și cu resturi vegetale și icre și puiet al altor pești.

## Reproducerea
Se reproduce în aprilie-iunie, când porcușorii se urcă la ape mici; o femelă depune la suprafață 1000-3000 icre de culoare albăstruie-deschis, cu diametru de 2 mm, lipindu-le de pietre și plante. Puietul se dezvoltă repede. Pentru iernat își caută locuri adânci, îngropându-se în substrat și amorțind acolo până în primăvară.

## Importanța economică
Are o importanța economică locală și nu se pescuiește în cantități mari. Carnea este destul de bună, folosită mai ales la prepararea ciorbei. Se mai folosește, ca nadă, la pescuitul altor pești.